# Cincinnobotrys pulchella
Cincinnobotrys pulchella là một loài thực vật có hoa trong họ Mua. Loài này được (Brenan) Jacq.-Fél. mô tả khoa học đầu tiên năm 1976.